# 關繼威
關繼威（英語：Jonathan Ke Huy Quan，1971年8月20日—）是一名美國越南華裔男演員和特技演員，早年全家輾轉以政治難民身份定居美國。知名演出作品如電影《魔宮傳奇》（1984年）和《媽的多重宇宙》（2022年），並憑後者先後奪得第80屆金球獎最佳電影男配角、第29屆美國演員工會獎最佳男配角及第95屆奧斯卡金像獎最佳男配角，也是繼1985年《戰火屠城》的吳漢潤之後第二位獲得該獎項的亞裔與華人男演員。

## 生平
關繼威1971年生於越南共和國西貢（今越南社會主義共和國胡志明市），越南華裔，母親是香港人，父親來自廣東佛山市南海區。越南南方民族解放阵线攻佔西貢後， 他們一家人偷渡到香港（參看越南船民），並居住在難民營一年，後以政治難民身份移民到了美國，在加州完成高中及大學的學業。他是以童星的身份開始進入影視圈，能說流利粵語和華語，主要活躍於80年代，後來轉型成為特技演員。
1984年，關繼威以《魔宮傳奇》中的上海孤兒小滑溜一角成名。當年該劇選角導演在洛杉磯華埠嘉士德樂小學試鏡了許多學童，其中包括關繼威的弟弟。1985年出品的電影《七寶奇謀》中，他演出少年尋寶團中的發明家王李察。1986年，他在臺灣賀歲喜劇片《糊塗妙賊小神偷》中飾演一名孤兒扒手。1987年，他與日本偶像歌手本田美奈子合演電影《旅客》。青少年時期，他也在美國電視劇《合家歡》（1986–1987） 及《我的這一班》（1990—1991）中演出。
1991年，關繼威參演電影《瞬間激情》，次年則在電影《急凍原始人》演出小角色。1993年，他又來到臺灣，演出台視古裝八點檔《大太監與小木匠》。這是他初次挑大樑主演電視劇，而這齣以明代為背景的無厘頭喜劇被台視寄予厚望，企圖用以抗衡中視的《鬼丈夫》、華視的《包青天》。雖然表現不俗，但他並未在臺灣演藝圈繼續發展。1997年，他主演香港與越南合作的動作電影《1997飛虎奇兵》。他曾在《魔宮傳奇》拍攝期間向菲利浦．譚學習跆拳道，後來又跟隨譚道良訓練。
隨著年齡漸長，關繼威發現自己在好萊塢演出機會漸少，於是進入南加州大學攻讀電影學程。大學畢業後，他受元奎之邀到加拿大多倫多幫助編排《X戰警》（2000）中的武打場面。接下來十年，他在亞洲與美國從事幕後工作，擔任製片、攝影、剪接甚至替身。。2001年，他再次協助元奎編排《救世主》的武打動作，並在香港電影《無限復活》中演出配角。2004年，他擔任王家衞作品《2046》的副導演。

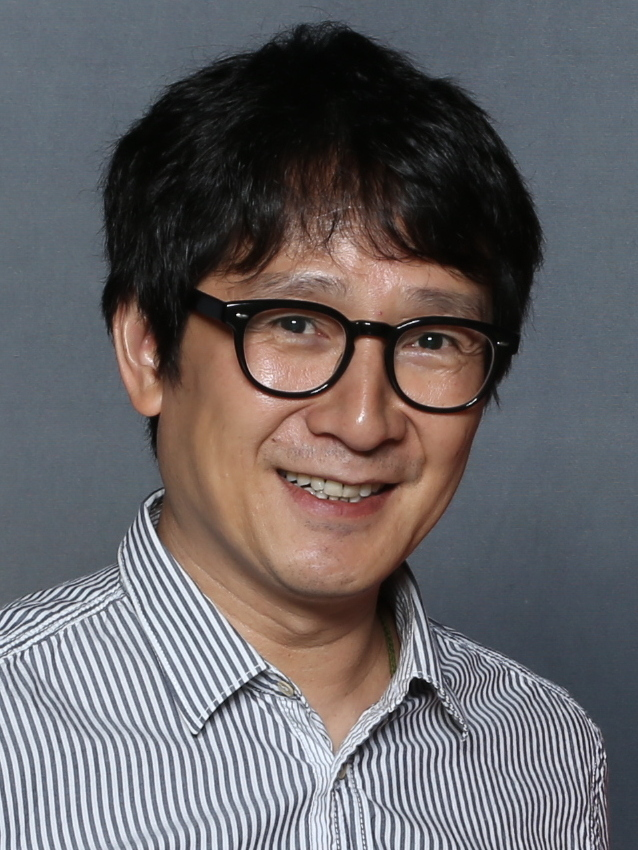
2018年

2018年全亞裔演出的電影《瘋狂亞洲富豪》上映大受歡迎，使關繼威動念復出。2019年他参演电影《'Ohana：尋找傳家寶》，該片於2021年在Netflix上線 。2020年1月，電影《媽的多重宇宙》製作單位宣布他為卡司之一，他在該片中演出女主角王秀蓮（楊紫瓊 飾）的丈夫「王威門」，展現了從影多年來所累積的精湛演技，讓他在2023年接連斬獲第80屆金球獎最佳電影男配角、第29屆美國演員工會獎最佳男配角及第95屆奧斯卡金像獎最佳男配角獎。他成為繼吳漢潤後，第二位奪得奧斯卡最佳男配角的亞裔演員。
2023年4月，關繼威入選时代百大人物。

## 作品列表

### 電影
| 年份 | 標題                   | 角色                     | 附註           |
| ---- | ---------------------- | ------------------------ | -------------- |
| 1984 | 《魔宮傳奇》           | Short Round              |                |
| 1985 | 《七宝奇谋》           | Richard "Data" Wang      |                |
| 1986 | 《糊塗妙賊小神偷》     | 小關                     | 台灣電影       |
| 1987 | 《旅客》               | Rick                     | 日本電影       |
| 1991 | 《瞬间激情》           | Charlie Moore            |                |
| 1992 | 《急凍原始人》         | Kim                      |                |
| 1997 | 《1997飛虎奇兵》       | 關家強                   | 香港電影       |
| 2001 | 《無限復活》           | Sing Wong                | 香港電影       |
| 2021 | 《'Ohana：尋找傳家寶》 | George Phan              |                |
| 2022 | 《媽的多重宇宙》       | 威門·王                  |                |
| 2024 | 《功夫熊貓4》          | 悍哥（Han）              |                |
| 2025 | 《狠狠愛》             | Marvin Gable             |                |
| 2025 | 《電幻國度》           | Dr. Clark Amherst / P.C. | 兼配音（P.C.） |

### 電視
| 年份 | 標題               | 角色         | 附註                        |
| ---- | ------------------ | ------------ | --------------------------- |
| 1986 | 《合家歡》         | Sam          | 19集                        |
| 1991 | 《我的這一班》     | Jasper Kwong | 主演                        |
| 1991 | 《魔界奇譚》       | Josh         | 單集：〈Undertaking Palor〉 |
| 1993 | 《大太監與小木匠》 | 巴大家       | 台灣電視劇；主演；40集      |
| 2023 | 《西遊ABC》        | 佛萊迪·王    |                             |
| 2023 | 《洛基》           | 奧波洛斯     | 第二季                      |

## 外部連結
- 關繼威在互联网电影资料库（IMDb）上的資料（英文）
- 關繼威的Instagram帳戶